# Соловьёв, Александр Юрьевич
Александр Юрьевич Соловьёв (род. 23 ноября 1987 года, Душанбе, Таджикская ССР, СССР) — российский общественный и политический деятель, координатор проекта «Рефорум», в 2017—2018 гг. председатель правления общественной организации «Открытая Россия», координатор проекта «Открытое право», председатель московского отделения «Гражданская инициатива».

## Биография

### Ранние годы
Родился 23 ноября 1987 года в Душанбе, Таджикская ССР.
В 2010 году окончил обучение на факультете мировой политики Государственного академического университета гуманитарных наук по специальности «Международные отношения».
Свою профессиональную деятельность начинал в качестве специалиста-международника в Институте США и Канады РАН (2010—2015), где занимался анализом в области международной безопасности и урегулирования международных конфликтов, а также читал курс лекций по Новейшей истории стран Европы и Америки.

### Политическая деятельность
С 2013 по 2016 год работал помощником депутата Государственной думы Российской Федерации Дмитрия Гудкова. Среди основных направлений деятельности в должности помощника депутата Госдумы были межпарламентская дипломатия с акцентом на сотрудничество с парламентами европейских стран; взаимодействие с представителями отраслей при рассмотрении соответствующих законопроектов, затрагивающих их деятельность. А также выступал в качестве технического автора нескольких законопроектов, среди которых законопроекты о возврате прямых выборов губернаторов и мэров, об отмене антисиротского закона (закон Димы Яковлева), об отмене продуктовых контрсанкций в связи с их несоответствием Конституции РФ.
В ноябре 2016 года принял участие в учредительной конференции движения «Открытая Россия», во время которой и вступил в неё. В начале 2017 года в рамках движения «Открытая Россия» был создан проект по юридической поддержке граждан в их противостоянии с органами государственной власти и монополиями — «Открытое Право», координатором которого стал Александр Соловьёв.
В апреле 2017 года на конференции «Открытой России» путем тайного голосования среди членов движения был избран в федеральный Совет «Открытой России», а во время первого заседания Совета назначен председателем движения «Открытая Россия». В апреле 2018 года истёк срок председательства в «Открытой России» и новым лидером движения был избран Андрей Пивоваров.
23 июня 2018 года избран в политический совет «Партии перемен». 25 сентября стало известно, что Соловьёв возглавит московское отделение «Партии перемен» (в 2020 году вновь переименована в «Гражданскую инициативу»).
В 2019 году выдвинулся кандидатом в депутаты Московской городской думы по избирательному округу № 3 на выборах в Мосгордуму. Был в числе независимых кандидатов, которые не были зарегистрированы, из-за чего в Москве состоялись массовые протестные акции. В итоге на выборах по третьему округу победу одержал выдвинутый от «Справедливой России» полный тёзка политика Александр Соловьёв, который не вёл агитацию, но был поддержан в рамках «Умного голосования».
1 июня 2021 года у Соловьёва, находящегося в статусе свидетеля, провели обыск в рамках уголовного дела о неуплате долга по договору аренды нежилого помещения в 2015-2017 годах против политика Дмитрия Гудкова. Дело возбудили по статье о причинении имущественного ущерба путем обмана или злоупотребления доверием (ч. 2 ст. 165 УК).